# Kauksi (Iisaku)
Kauksi – wieś w Estonii, w prowincji Virumaa Wschodnia, w gminie Iisaku.